# من جلاد
منِ جلاد (انگلیسی: I, the Executioner; کره‌ای: 베테랑 2) فیلم اکشن جنایی محصول سال ۲۰۲۴ کره جنوبی به کارگردانی و نویسندگی مشترک و تهیه‌کنندگی ریو سونگ وان و با بازی هوانگ جونگ مین و جونگ هه این است. این فیلم دنبالهٔ فیلم سال ۲۰۱۵، کهنه‌سرباز است.
این فیلم نخستین بار در بخش میدنایت اسکرینینگ در هفتاد و هفتمین جشنواره فیلم کن در ۲۱ مه ۲۰۲۴ به نمایش درآمد. من جلاد در کره جنوبی در ۱۳ سپتامبر ۲۰۲۴ اکران خواهد شد.

## بازیگران
- هوانگ جونگ مین در نقش سو دو چول
- جونگ هه این در نقش پارک سون وو
- اوه دال سو در نقش کاپیتان اوه
- اوه ده هوان در نقش کارآگاه وانگ
- جانگ یون جو در نقش کارآگاه بونگ
- کیم شی هو در نقش کارآگاه یون